# Sexcrimes
Pour les articles homonymes, voir Sexcrime et Wild Thing.
Série Sexcrimes
Sexcrimes 2
(2004)
Pour plus de détails, voir Fiche technique et Distribution.
Sexcrimes (Wild Things), ou Les Racoleuses au Québec, est un film américain réalisé par John McNaughton, sorti en 1998.
Le film se déroule à Blue Bay, en Floride. Le conseiller pédagogique d'un lycée est accusé de viol par une élève. Au cours de l'enquête, une autre élève avoue avoir aussi été violée. Mais lors du procès survient un retournement de situation. La réalité n'est pas toujours celle qu'on pense.

## Synopsis
Le conseiller d'orientation d'un lycée de la région de Miami, Sam Lombardo (Matt Dillon), est accusé de viol par deux étudiantes, la riche et populaire Kelly Lanier Van Ryan (Denise Richards ) et la pauvre exclue Suzie Marie Toller (Neve Campbell). Il engage l'avocat Kenneth Bowden (Bill Murray) pour se défendre.
Au procès, les deux filles admettent avoir menti pour se venger de Sam : Suzie pour son incapacité à la sortir de prison pour une accusation de consommation de drogue mineure et Kelly pour sa liaison avec sa mère. Sam et Kenneth négocient un règlement de 8,5 millions de dollars pour diffamation. Il est révélé par la suite que Sam et les deux filles sont des complices en utilisant le procès pour obtenir de l'argent de la riche famille de Kelly.
Le détective de police Ray Duquette (Kevin Bacon) soupçonne le trio. Contre la volonté du bureau du procureur de district, il continue d'enquêter sur Sam. Il dit à Suzie que Sam a déjà transféré l'argent sur un compte offshore. Suzie panique mais Kelly la réconforte. Celle-ci appelle Sam et lui dit qu'ils devront peut-être se débarrasser de Suzie. Dans la piscine, Suzie attaque Kelly. Elles se battent, mais finissent par s'embrasser, sous la surveillance de Ray, à leur insu. Quelques nuits plus tard, à la plage, Sam tue Suzie pendant que Kelly attend à proximité. Ils se rendent au marais où Sam se débarrasse du corps emballé dans du plastique.
Ray et sa partenaire, l'inspecteur Gloria Perez (Daphne Rubin-Vega), enquêtent sur la disparition de Suzie. Son sang et une de ses dents sont retrouvés sur la plage tandis que sa voiture est retrouvée à une gare routière. Le bureau du procureur insiste à nouveau pour que Ray abandonne l'affaire, mais il demande à Gloria de surveiller Sam. Sam montre les dossiers scolaires de Kelly, qui prétendent qu'elle est une fille troublée et violente. Pendant ce temps, Ray affronte une Kelly effrayée et contrariée. Après que Ray soit entré dans sa chambre, trois coups de feu sont entendus, après quoi Ray sort de la pièce et s'effondre. Il affirme plus tard que Kelly a tiré en premier et qu'il l'a tuée en état de légitime défense. Aucune accusation n'est portée contre lui, mais il est renvoyé de la police pour avoir désobéi aux ordres.
Il est révélé que Sam travaille avec Ray. Bien que Sam soit mécontent que Ray ait tué Kelly au lieu de simplement l’incarcérer pour la mort de Suzie, il convient qu'ils ont moins de soucis. Les deux vont naviguer sur le voilier de Sam, où Sam essaie de tuer Ray. Lorsque Ray se défend, il est abattu par une Suzie bien vivante. Elle empoisonne ensuite la boisson de Sam et le jette par-dessus bord, afin que son corps ne soit pas retrouvé. 
Cependant, après le renvoi de Ray de la police, son équipière Gloria Perez reste intriguée par toute cette affaire et revient sur différentes étapes, notamment en interrogeant Ruby (Carrie Snodgress) et son fils Walter. Elle comprend ainsi la vraie personnalité de Ray et de Suzie mais repart sans pouvoir prouver quoi que ce soit maintenant que Suzie et Kelly sont officiellement mortes.
Les cinq conspirateurs sont Suzie Toller, Sam Lombardo, Ray Duquette, Kelly Van Ryan et Kenneth Bowden. Suzie se révèle être le cerveau ultime de l'intrigue alors qu'elle navigue seule vers le coucher du soleil. En flashback, elle entre dans le bureau d'orientation de Sam et dépose une série de photos sur son bureau le montrant avec Kelly en train de faire l'amour afin de le faire chanter pour qu'il l'aide à exécuter la machination, elle organise la première rencontre entre Sam et Ray, elle utilise une paire de pinces pour arracher une dent de sa propre mâchoire, enfin Kenneth lui donne une mallette pleine d'argent liquide qu'il décrit comme « juste de l'argent de poche » et un chèque de plusieurs millions de dollars ; alors qu'elle s'en va, il lui dit d'« être gentille ».

## Fiche technique
- Titre : Sexcrimes
- Titre québécois : Les Racoleuses
- Titre original : Wild Things
- Réalisation : John McNaughton
- Scénario : Stephen Peters
- Musique : George S. Clinton
- Photographie : Jeffrey L. Kimball
- Montage : Elena Maganini
- Décors : Edward T. McAvoy
- Costumes : Kimberly A. Tillman
- Production : Steven A. Jones, Rodney M. Liber et Kevin Bacon
- Société de production : Mandalay Entertainment
- Société de distribution :  Columbia Pictures
- Budget : 20 millions de dollars (14,68 millions d'euros)
- Pays de production :  États-Unis
- Langue originale : anglais
- Format : couleurs - 2,35:1 - 35 mm - Dolby Digital / SDDS
- Genre : thriller
- Durée : 108 minutes
- Dates de sorties en salles : 
  - États-Unis : 20 mars 1998
  - France : 24 juin 1998
  - Suisse : 24 juin 1998
  - Belgique : 20 août 1998
- Certification :
  - France : Tous publics (visa d'exploitation no 94587 délivré le 10 juin 1998)[1]
    -  Déconseillé aux moins de 12 ans lors de sa diffusion à la télévision[2]

## Distribution
Légende : 1er doublage, 1998 / 2e doublage, 2007.
- Denise Richards (VF : Barbara Delsol ; VQ : Sophie Léger) : Kelly Lanier Van Ryan
- Matt Dillon (VF : Maurice Decoster ; VQ : Gilbert Lachance) : Sam Lombardo
- Kevin Bacon (VF : Philippe Vincent ; VQ : Benoît Rousseau) : Sergent Ray Duquette
- Neve Campbell (VF : Aurélia Bruno ; VQ : Charlotte Bernard) : Suzie Marie Toller
- Theresa Russell (VF : Sylvie Moreau / Emmanuèle Bondeville ; VQ : Louise Rémy)  : Sandra Van Ryan
- Daphne Rubin-Vega (VF : Nanou Garcia / Brigitte Berges ; VQ : Hélène Mondoux) : Détective Gloria Perez
- Robert Wagner (VF : Dominique Paturel ; VQ : Raymond Bouchard) : Tom Baxter
- Bill Murray (VF : Richard Darbois ; VQ : Hubert Gagnon) : Kenneth Bowden
- Carrie Snodgress (VF : Marion Game ; VQ : Élizabeth Chouvalidzé) : Ruby
- Jeff Perry (VF : Christian Peythieu ; VQ : Jean-Marie Moncelet) : Bryce Hunter
- Cory Pendergast (VF : Fabrice Josso) : Jimmy « Jimbo » Leach
- Marc Macaulay (en) (VF : Alain Flick ; VQ : Jacques Brouillet) : Walter
- Jennifer Bini Taylor : Barbara Baxter
- Toi Svane Stepp (VF : Laurence Sacquet ; VQ : Christine Bellier) : Nicole Beach
- Victoria Bass : le juge Wexman
- Dennis Neal (VF : Pierre Dourlens) : Art Maddox
- Eduardo Yáñez (VQ : Pierre Auger) : Frankie Condo
- Antoni Corone : le chef de la police

Sources et légende : version française (VF) sur Voxofilm ; version québécoise (VQ) sur Doublage.qc.ca

### Deuxième doublage français
Le film ressort en 2007 en version longue au format Blu-ray, de nouvelles scènes, inédites, sont insérées dans l'histoire. L'éditeur fait donc le choix de redoubler le film tout en respectant scrupuleusement les dialogues de 1998.
Plusieurs comédiens de l'ancienne version participent à ce nouveau doublage (notamment Maurice Decoster, Philippe Vincent, Richard Darbois ou encore Aurélia Bruno), mais d'autres ont été remplacés (comme Nanou Garcia).

## Production

### Tournage
Le tournage s'est déroulé à Coral Gables, Fort Lauderdale, Key Biscayne, Los Angeles, Miami, North Miami et Virginia Key.

## Bande originale
- Salsa Caliente, interprété par Tito Puente
- I Want What I Want, interprété par Lauren Christy
- Semi-Charmed Life, interprété par Third Eye Blind
- Love Machine, interprété par The Miracles
- Why Can't We Be Friends, interprété par Smash Mouth
- Can't Get Enough Of Your Love Babe, interprété par Barry White
- Bailadores, interprété par Joe Cuba
- Hold Your Eyes, interprété par Sugar Ray
- Good Time Charlie's Got The Blues, interprété par Danny O'Keefe
- I Saw Red, interprété par Transister (en)
- The Poor Side Of Town, interprété par Johnny Rivers
- The Good Life, interprétée par Rat Bat Blue
- Not An Addict, interprété par K's Choice
- Someday (You'll Want Me To Want You), interprété par Sweet Emily
- Louie, Louie, interprété par Iggy Pop
- Bahamian Party, composé par Rick Rhodes, Danny Pelfrey et Terry Lester
- I Had My Chance, interprété par Morphine
- Murder for the Money, interprété par Morphine

## Distinctions
Entre 1998 et 1999, Sexcrimes a été sélectionné dans diverses catégories et a remporté deux récompenses.

### Récompenses
- Los Angeles Film Critics Association Awards 1998 : meilleur acteur dans un second rôle pour Bill Murray
- Blockbuster Entertainment Awards 1999 : meilleure actrice dans un second rôle dans un film de suspense pour Daphne Rubin-Vega

### Nominations
- Saturn Awards 1999 : meilleure musique pour George S. Clinton
- ALMA Awards 1999 : meilleure actrice dans un long métrage pour Daphne Rubin-Vega
- MTV Movie & TV Awards 1999 : meilleur baiser pour Matt Dillon, Denise Richards et Neve Campbell

## Autour du film

### Série de films
- Le film a connu trois suites : Sexcrimes 2, Sexcrimes 3 et Sexcrimes : Partie à 4.